# Усть-Чуль
Усть-Чуль (Ущулек— три ручья) — село в Аскизском районе Хакасии, административный центр Усть-Чульского сельсовета.
Село находится в 60 км к югу от райцентра — села Аскиз. Расстояние до ближайшей железнодорожной станции Усть-Есь — 31 км. Расстояние до города Абакана — 160 км. Село расположено на реке Тёе в южной части Аскизского района.
Число хозяйств 319, население 1030 чел. (01.01.2004), в том числе хакасы (99 %), русские, финны.
Имеются средняя общеобразовательная школа, библиотека, памятник воинам-землякам, погибшим в Великой Отечественной войне.

## Население
| 2002 | 2010 |
| ---- | ---- |
| 986  | ↘933 |